# Lijst van straten in Manhattan
Dit is een lijst van straten op Manhattan (New York).
- First Avenue
- Second Avenue
- Third Avenue
- Fourth Avenue
- Fifth Avenue
- Sixth Avenue
- Seventh Avenue
- Eighth Street
- Eighth Avenue
- Ninth Avenue
- Tenth Avenue
- Eleventh Avenue
- 13th Avenue
- 14th Street
- Manhattan streets, 23-42
  - 23rd Street
  - 34th Street
  - 42nd Street
- 52nd Street

- 86th Street
- 125th Street
- Astor Place
- Avenue A
- Avenue D
- Bleecker Street
- Bowery
- Broadway
- Canal Street
- Central Park West
- Christopher Street
- Church Street
- Columbus Avenue
- Delancey Street
- Elk Street
- Forsyth Street
- Fort Washington Avenue
- Fulton Street
- Gay Street

- Greenwich Street
- Houston Street
- Korea Way
- Lexington Avenue
- Liberty Street
- Ludlow Street
- Madison Avenue
- Mott Street
- Mulberry Street
- Park Avenue
- Pearl Street
- Riverside Drive
- Rivington Street
- St. Mark's Place
- Stuyvesant Street
- Vanderbilt Avenue
- Vesey Street
- Wall Street
- West Side Highway